# 林諾爾門山
72°4′S 14°33′E / 72.067°S 14.550°E
林諾爾門山（英語：Linnormen Hills）是南極洲的山丘，位於東部南極洲的毛德皇后地，屬於帕耶山脈的一部分，處於斯卡夫爾赫山以東，現時受南極條約體系管理。